# Thomas Foley (militaire)
Pour les articles homonymes, voir Thomas Foley et Foley.
Thomas Foley (1757 - 9 janvier 1833) est un amiral britannique de la Royal Navy pendant les guerres de la Révolution française.
Il évolue au début sous les ordres d'Augustus Keppel, Charles Hardy et Horatio Nelson.
Il participe notamment à la bataille d'Aboukir (1798), dont il est considéré comme le héros, et à celle de Copenhague (1801).
En 1831, il est fait contre-amiral du Royaume-Uni.